# Trattato di Gaeta
Il Trattato di Gaeta era un trattato politico firmato a Gaeta il 26 marzo 1451, tra Alfonso V per il Regno di Napoli e Scanderbeg tramite i suoi due ambasciatori Stefan, vescovo di Krujë, e Nikollë de Berguçi. Nel trattato Scanderbeg si riconosceva vassallo del Regno di Napoli, e in cambio avrebbe avuto la protezione del Regno dall'Impero ottomano. Alfonso V credeva che sarebbe stato in grado di far risorgere le politiche dei suoi predecessori angioini e di utilizzare l'Albania come punto d'appoggio per espandere ulteriormente il suo regno nei Balcani.

## Termini del Trattato
Il trattato fu richiesto da Scanderbeg al fine di garantire la protezione dall'Impero ottomano. Sebbene Alfonso V fosse egli stesso parte del trattato, esso fu firmato dal suo principale notaio, Arnaldo Fonolleda. Gli ambasciatori di Scanderbeg erano rispettivamente due vescovi: Stefan, un vescovo ortodosso e de Berguçi, un vescovo domenicano cattolico.
Secondo il trattato, se gli albanesi avessero avuto bisogno dell'aiuto del Regno di Napoli in questioni militari, sarebbero stati obbligati a donare ogni città in pericolo alla corona di Napoli. Inoltre Scanderbeg doveva prestare giuramento di fedeltà alla corona aragonese. Non appena le terre albanesi sarebbero state liberate dalle invasioni ottomane, Scanderbeg avrebbe avuto dovuto pagare le tasse ad Alfonso, e riconoscere la corona di Napoli; tuttavia avrebbe mantenuto la sua autonomia e l'autogoverno. L'ultimo punto del trattato specificava che Scanderbeg aveva il dovere di acquistare il sale solamente dai magazzini di Alfonso, e non dagli ottomani, ma con lo stesso prezzo che gli ottomani avrebbero altrimenti applicato. Per seguire il trattato, Napoli inviò un distaccamento di 100 soldati napoletani comandati da Bernard Vaquer al castello di Krujë alla fine di maggio 1451. Vaquer fu nominato commissario speciale, prese il controllo di Kruje per conto del Regno di Napoli e pose la guarnigione sotto il suo comando.

## Conseguenze
Alfonso dopo la firma del trattato con Scanderbeg, sottoscrisse trattati simili con altri capi dell'Albania: Giorgio Arianiti, Gjin Muzaka, Gjergj Stresi Balsha, Pjetër Spani, Pal Dukagjini, Constantinos Spanchis, Thopia Muzaka, Pietro di Himara, Simon Zanebisha e Karlo Toco.